# Dacrydium spathoides
Dacrydium spathoides är en barrträdart som beskrevs av De Laub.. Dacrydium spathoides ingår i släktet Dacrydium, och familjen Podocarpaceae. Inga underarter finns listade i Catalogue of Life.